# .mv
.mv는 몰디브의 인터넷 국가 코드 최상위 도메인이다. DhivehiNet에서 관리한다. 1996년에 개설되었다.

## 2차 도메인
- .aero.mv - 항공
- .biz.mv - 비즈니스
- .com.mv - 상업
- .coop.mv - 협동조합
- .edu.mv - 교육
- .gov.mv - 정부
- .info.mv - 정보
- .int.mv - 국제 조직
- .mil.mv - 군사
- .museum.mv - 박물관
- .name.mv - 개인
- .net.mv - 네트워크
- .org.mv - 조직
- .pro.mv - 전문 기관